# 계약체중
계약체중(契約體重, Catch weight)은 권투, 킥복싱, 종합격투기 등 격투스포츠에서 두 선수가 합의해 기존의 규정체중 이외의 체중으로 싸우는 것을 말한다.

## 같이 보기
- 체급